# Mons Hadley
Der Mons Hadley ist ein Berg auf dem Erdmond östlich der Rima Hadley und nördlich der Landestelle von Apollo 15, am östlichen Rand des Palus Putredinis. Im Süden liegt der kleinere Mons Hadley Delta.
Er wurde nach dem britischen Astronomen und Mathematiker John Hadley benannt und erhielt seinen Namen 1935. Sein mittlerer Durchmesser beträgt 25 km, seine maximale Höhe 4,6 km.

## Galerie

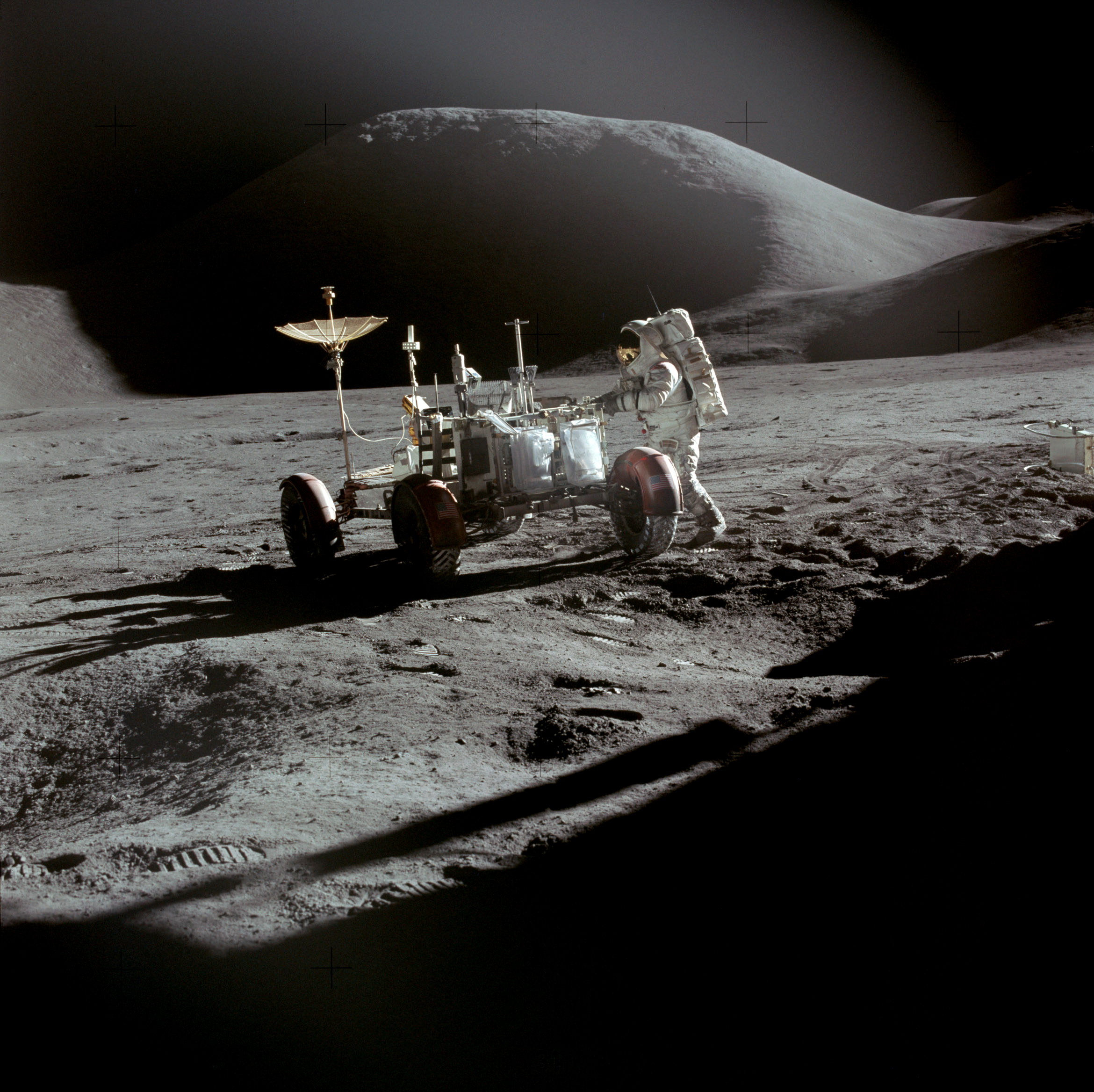
Jim Irwin und das Mondauto von Apollo 15 mit dem Mons Hadley im Hintergrund
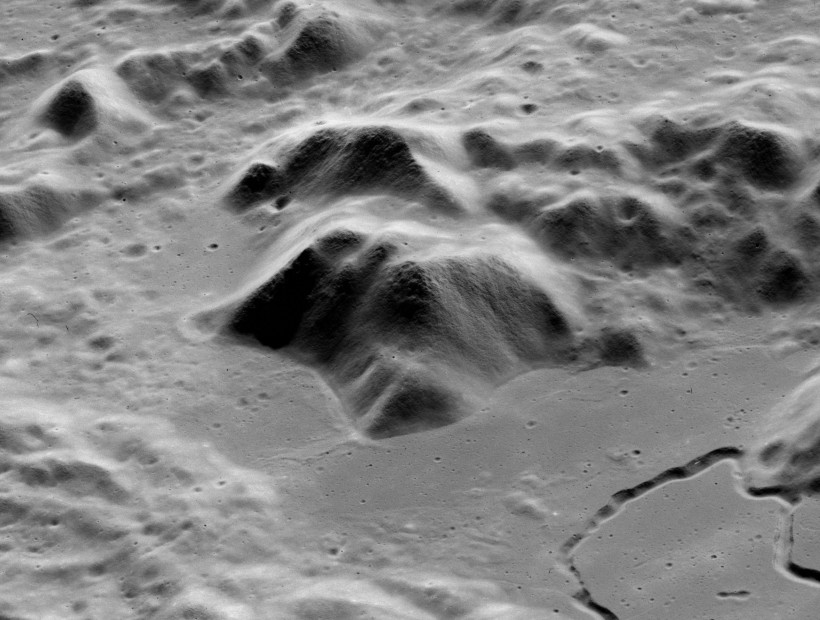
Schräge Draufsicht auf Mons Hadley neben der Hadley-Rille (unten rechts) aus dem Orbit von Apollo 15